# Liste de films français sortis en 1994
Listes de films français
- 1990
- 1991
- 1992
- 1993
- 1994
- 1995
- 1996
- 1997
- 1998

Liste non exhaustive de films français sortis en 1994

## 1994
| Titre                              | Réalisateur        | Distribution                                                                 | Genre                     |
| ---------------------------------- | ------------------ | ---------------------------------------------------------------------------- | ------------------------- |
| Aux petits bonheurs                | Michel Deville     | Anémone, Xavier Beauvois, André Dussollier, Nicole Garcia                    |                           |
| Bernie                             | Albert Dupontel    | Albert Dupontel, Claude Perron, Hélène Vincent, Roland Blanche               | Comédie                   |
| Bonsoir                            | Jean-Pierre Mocky  | Michel Serrault, Jean-Claude Dreyfus, Claude Jade, Marie-Christine Barrault  | Comédie                   |
| La Cité de la peur                 | Alain Berbérian    | Alain Chabat, Chantal Lauby, Dominique Farrugia, Gérard Darmon               | Comédie                   |
| Du fond du cœur                    | Jacques Doillon    | Anne Brochet, Benoît Régent, Hanns Zischler, Thibault de Montalembert        | Film dramatique           |
| L'Enfer                            | Claude Chabrol     | François Cluzet, Emmanuelle Béart, Marc Lavoine, Nathalie Cardone            | Drame                     |
| Farinelli                          | Gérard Corbiau     | Stefano Dionisi, Enrico Lo Verso, Elsa Zylberstein, Jeroen Krabbé            | Drame, biographie         |
| La Fille de d'Artagnan             | Bertrand Tavernier | Sophie Marceau, Philippe Noiret, Claude Rich, Sami Frey                      |                           |
| Le Fils préféré                    | Nicole Garcia      | Gérard Lanvin, Bernard Giraudeau, Jean-Marc Barr, Roberto Herlitzka          |                           |
| Grosse Fatigue                     | Michel Blanc       | Michel Blanc, Carole Bouquet, Philippe Noiret, Josiane Balasko               |                           |
| Un Indien dans la ville            | Hervé Palud        | Thierry Lhermitte, Ludwig Briand, Patrick Timsit, Miou-Miou                  |                           |
| La Jeune Fille et la Mort          | Roman Polanski     | c Sigourney Weaver, Ben Kingsley, Stuart Wilson                              |                           |
| Léon                               | Luc Besson         | Jean Reno, Natalie Portman, Gary Oldman, Danny Aiello                        |                           |
| Le Parfum d'Yvonne                 | Patrice Leconte    | Jean-Pierre Marielle, Hippolyte Girardot, Sandra Majani, Paul Guers          |                           |
| Pas très catholique                | Tonie Marshall     | Anémone, Michel Roux, Roland Bertin, Christine Boisson                       |                           |
| Les Patriotes                      | Éric Rochant       | Yvan Attal, Richard Masur, Yossi Banai, Nancy Allen, Bernard Le Coq          |                           |
| Petits arrangements avec les morts | Pascale Ferran     | c Didier Sandre, Alexandre Zloto, Catherine Ferran, Didier Bezace            |                           |
| Le Péril jeune                     | Cédric Klapisch    | Romain Duris, Vincent Elbaz, Nicolas Koretzky                                | comédie-Drame             |
| Regarde les hommes tomber          | Jacques Audiard    | Jean-Louis Trintignant, Jean Yanne, Mathieu Kassovitz, Bulle Ogier           | Film dramatique-film noir |
| La Reine Margot                    | Patrice Chéreau    | Isabelle Adjani, Daniel Auteuil, Jean-Hugues Anglade, Virna Lisi             | Film historique, Drame    |
| Les Roseaux sauvages               | André Téchiné      | Élodie Bouchez, Gaël Morel, Stéphane Rideau, Frédéric Gorny                  | Drame                     |
| Le Sourire                         | Claude Miller      | Jean-Pierre Marielle, Richard Bohringer, Emmanuelle Seigner, Chantal Banlier | Drame                     |
| Time is Money                      | Paolo Barzman      | Max von Sydow, Charlotte Rampling, Martin Landau                             |                           |